# Иван Константинов (офицер)
Вижте пояснителната страница за други личности с името Иван Константинов.
Иван Михайлов Константинов е български офицер, полковник, командир на взвод и на рота от 11-и пехотен сливенски полк през Първата световна война (1915 – 1918), командир на 2-ра бърза дивизия (1941) през Втората световна война (1941 – 1945).

## Биография
Иван Константинов е роден на 8 декември 1894 г. в Сливен, Княжество България. През 1915 г. завършва 35-и Рилски випуск на Военното на Негово Величество училище и на 25 август е произведен в чин подпоручик и взема участие в Първата световна война (1915 – 1918). Служи като командир на взвод от 11-и пехотен сливенски полк, след което е командир на рота от същия полк. На 30 май 1917 г. е произведен в чин поручик.
След войната на 1 май 1920 г. произведен в чин капитан. От началото на военната си кариера до 1925 година служи последователно в 80-и пехотен полк, 14-и пограничен участък, 27-и пехотен чепински полк и 11-и пехотен сливенски полк. През 1925 г. е назначен на служба в 3-ти пехотен бдински полк, през следващата година е назначен на служба в 14-и пограничен участък, а от 1929 г. е на служба в 29-и пехотен ямболски полк, като през 1930 г. е отново на служба в 14-и пограничен участък и на 15 май същата година е произведен в чин майор.
През 1931 г. майор Константинов е назначен на служба в 3-та интендантска дружина, на 26 август 1934 г. е произведен в чин подполковник, а от 1935 г. е на служба в 3-та тежка картечна дружина. Същата година е преместен на служба в 10-и пехотен родопски полк, а от 1938 г. е на служба във 2-ра преносима дружина и същата година на 3 октомври е произведен в чин полковник.
По време на Втората световна война (1941 – 1945) полковник Иван Константинов служи като временен командир на 2-ра бърза дивизия (1941), а през 1944 г. е назначен за заместник-началник на 10-а дивизионна област. Същата година е уволнен от служба.

## Семейство
Полковник Иван Константинов е женен и има 2 деца.

## Военни звания
- Подпоручик (25 август 1915)
- Поручик (30 май 1917)
- Капитан (1 май 1920)
- Майор (15 май 1930)
- Подполковник (26 август 1934)
- Полковник (3 октомври 1938)

## Образование
- Военно на Негово Величество училище (до 1915)
- Военна академия (1930, 1932 – 1932)

## Награди
- Военен орден „За храброст“ IV степен, 2-ри клас (1917)
- Военен орден „За храброст“ IV степен, 1-ви клас (1921)